# Kyujin
Jang Kyu-jin (en hangul, 장규진; en hanja, 張圭珍; romanización revisada, Jang Gyu-jin; McCune-Reischauer, Chang Kyu-chin; Bundang-gu, 26 de mayo de 2006) conocida como Kyujin, es una cantante y rapera surcoreana. Es integrante del grupo femenino surcoreano Nmixx, donde se desempeña como cantante, bailarina, rapera y maknae del grupo.

## Introducción
Como el padre de Kyujin estaba presente en la industria de la música, ella amaba cantar y bailar. Ella soñaba con convertirse en un ídolo desde el jardín de niños y comenzó a entrenar como aprendiz a la edad de 12 años. Ella es una persona disciplinada y estable, una artista con habilidades en el canto, rap y especialmente el baile.  En una entrevista en Spotify, dijo que admiraba la interpretación musical y las emociones que transmitía Taeyeon, y que ella la influenció para convertirse en artista.
Su color favorito es el rosa. Ella es amiga cercana de Hong Eun-chae de Le Sserafim.

## Biografía y carrera

### 2017-2021: Periodo de aprendiz
En el año 2017, Kyujin entra a JYP Entertainment a través de la audición de WithBill Dance. En aquel momento, Kyujin estaba en qunto año de escuela, siendo la más joven entre las aprendices de la empresa.
En 2019, Kyujin participó en la conferencia de prensa de los aprendices de JYP Entertainment "Showcase Home Coming: Get Your Glow On".

### 2021: Preparación para el debut
El 5 de agosto de 2021, JYP Entertainment publicó en su canal de YouTube un video cover de la canción Press con Jini, Jiwoo y Kiujin; serían las primeras miembros en ser confirmadas para Nmixx. El 17 de septiembre, se publicaría un cover de la canción My Oh My de Camila Cabello interpretada por Kyujin. El 24 de septiembre, se lanzaría un video de Kyujin y Jiwoo haciendo un cover de baile a la canción White Flag.

### 2022-presente: Debut con NMIXX
El 22 de febrero, Kyujin debutó junto con Nmixx con el álbum sencillo "Ad Mare". El 19 de septiembre el grupo lanzaría su segundo álbum sencillo "ENTWURF"
El 21 de octubre de 2023, Kyujin se desempeñó como presentadora especial del programa " Show! Music Core ".
El 24 de enero de 2024, Kyujin se desempeñó como presentadora especial de "Show Champion". El 25 de agosto, actuó como presentadora especial de Inkigayo.

## Discografía

### Covers
| Año  | Fecha            | Cantante       | Pistas   | Fuente |
| ---- | ---------------- | -------------- | -------- | ------ |
| 2022 | 16 de septiembre | Camila Cabello | My Oh My | [ 13 ] |

## Presentadora de programas
| años | fecha         | Estación de televisión | Nombre del programa |
| ---- | ------------- | ---------------------- | ------------------- |
| 2023 | 21 de octubre | MBC                    | Show! Music Core    |
| 2024 | 24 de enero   | MBC M                  | Show Champion       |
| 2024 | 30 de enero   | MBC M                  | Show Champion       |
| 2024 | 25 de agosto  | SBS                    | Inkigayo            |